# Criteri d'Euler
En matemàtiques, el criteri d'Euler és utilitzat per a calcular residus quadràtics.

## Definició
Sigui p > 2 un nombre primer. Llavors x és un residu quadràtic mòdul p si i només si
{\displaystyle X^{(p-1)/2}\equiv 1{\pmod {p}}}

## Demostració
Suposem que {\displaystyle x\equiv y^{2}{\pmod {p}}}. Se sap pel petit teorema de Fermat que si p és primer, aleshores {\displaystyle x^{p-1}\equiv 1{\pmod {p}}}. Després tenim
| {\displaystyle X^{(p-1)/2}} | {\displaystyle \equiv (y^{2})^{(p-1)/2}{\pmod {p}}} |
|                             | {\displaystyle \equiv y^{p-1}{\pmod {p}}}           |
|                             | {\displaystyle \equiv 1{\pmod {p}}}                 |

A la inversa, suposem que {\displaystyle x^{(p-1)/2}\equiv 1{\pmod {p}}}. Sigui b un element primitiu mòdul p. Llavors {\displaystyle x\equiv b^{i}{\pmod {p}}} per algun i. Aleshores tenim
| {\displaystyle X^{(p-1)/2}} | {\displaystyle \equiv (b^{i})^{(p-1)/2}{\pmod {p}}} |
|                             | {\displaystyle \equiv b^{i(p-1)/2}{\pmod {p}}}      |

Com que b és d'ordre p-1, s'ha de donar el cas que p-1 divideix i (p-1)/2. Per tant, i és parell, i les arrels quadrades de x són {\displaystyle \pm b^{i/2}}.